# Vessel
Vessel (tên gọi khác là Hudson Yards Staircase) là một công trình công cộng và danh lam thắng cảnh và là một phần của Dự án Tái phát triển khu vực Hudson Yards ở quận Manhattan, Thành phố New York, bang New York. Ý tưởng cho công trình này được tiết lộ vào năm 2016 và khởi công vào tháng 4 năm 2017. Công trình được cất nóc vào tháng 12 năm 2017 và mở cửa tham quan vào ngày 15 tháng 3 năm 2019.
Cấu trúc mang hơi hướng tổ ong khá phức tạp. Công trình cao 16 tầng và bao gồm 154 cầu thang, 2.500 bậc thang và 80 đầu cầu thang. Được thiết kế bởi nhà thiết kế người Anh Thomas Heatherwick, Vessel là tâm điểm của Quảng trường công cộng Hudson Yards rộng 5 mẫu Anh (2,0 hecta). Dự toán chi phí vào khoảng 200 triệu đô la Mỹ.

## Mô tả
Vessel là một cấu trúc 16 tầng gồm các cầu thang được kết nối giữa các tòa nhà của Hudson Yards, nằm trong Quảng trường Công cộng Hudson Yards rộng 5 mẫu Anh (2,0 ha). Được thiết kế bởi Thomas Heatherwick, Vessel có 154 cầu thang, 2.500 bậc thang và 80 đầu cầu thang từ tầng trệt rộng 50 feet (15 m) đến đỉnh rộng 150 feet (46 m), với tổng chiều dài của cầu thang vượt quá 1 dặm (1,6 km). Cấu trúc này cũng có các đường dốc và thang máy để làm cho nó phù hợp với Đạo luật về Người khuyết tật của Mỹ năm 1990. Stephen Ross, Giám đốc điều hành của các công ty liên quan đến nhà phát triển của Hudson Yards, nói rằng hình dạng khác thường của The Staircase nhằm làm cho cấu trúc nổi bật như một "cây thông Giáng sinh 12 tháng". Các bậc thang được phủ đồng, được sắp xếp như một khung leo trèo  và được mô phỏng theo các các giếng bậc thang Ấn Độ, 
Heatherwick nói rằng ông dự định cho du khách leo lên và khám phá cấu trúc như thể đó là một khung leo trèo thực sự. Trên đỉnh của cấu trúc, du khách có thể nhìn ra bờ sông Hudson.

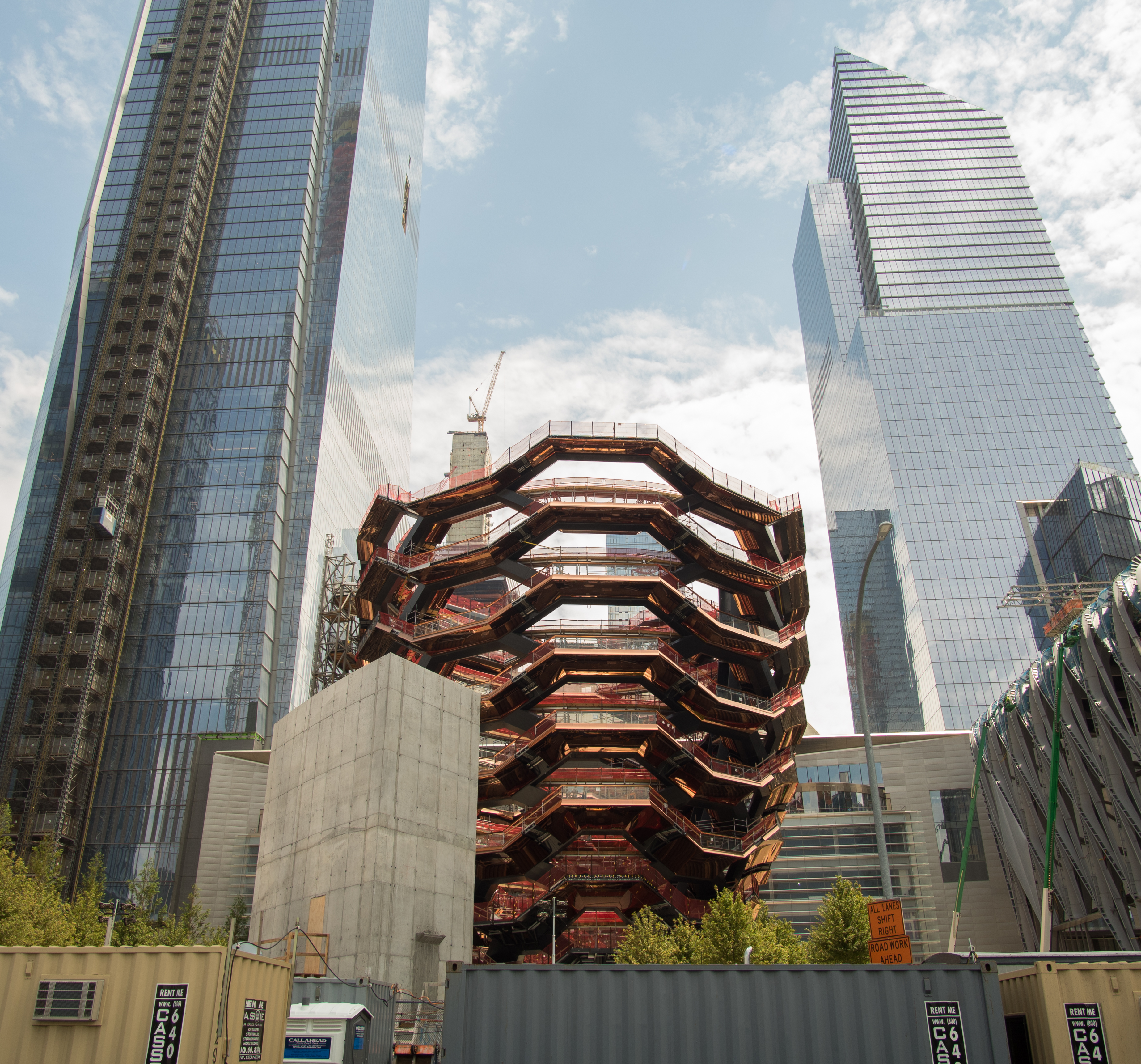
Nhìn từ Đại lộ 11, tháng 6 năm 2018

Vessel được thiết kế để phù hợp với Quảng trường công cộng Hudson Yards, được thiết kế bởi Thomas Woltz từ Công ty kiến trúc cảnh quan Nelson Byrd Woltz. Quảng trường công cộng rộng 5 mẫu Anh (2 ha) có 28.000 loài thực vật và 225 cây Phía nam của quảng trường dự kiến sẽ có vòm cây. Lối vào phía đông nam được thiết kế để chứa một đài phun nước. Quảng trường càng thêm ý nghĩa khi tô điểm thêm cho vẻ đẹp lối vào của ga tàu điện ngầm 34th Street-Hudson Yards. Quảng trường cũng được thiết kế để kết nối với High Line (một con đường đi bộ đẹp trên cao thơ mộng dọc bờ sông Hudson).
Mặc dù chi phí cho Vessel ban đầu được dự kiến là 75 triệu đô la, các dự toán sau đó đã được sửa đổi thành 150 đến 200 triệu đô la. Heatherwick cho rằng việc đội vốn như vậy là do sự phức tạp trong việc xây nên các thanh thép của cấu trúc. Các thanh thép của Vessel được lắp ráp tại xã Monfalcone ở Ý. Từ đó, chúng được tàu biển vận chuyển đến Cảng sông Hudson.
Theo kế hoạch, Vessel sẽ chỉ là tên tạm thời của công trình trong quá trình xây dựng và một cái tên lâu dài cho nó sẽ được xác định sau này.